# Governació de Dhamar
La governació de Dhamar, alguna vegada Thamar o Dhimar (àrab: ذمار, Ḏamār) és una divisió administrativa del Iemen al sud de la governació de Sanaà, a l'est de la governació d'al-Hudayda i al nord de la governació d'al-Bayda. La superfície és de 7.586 km² i la població s'estima (2004) en 1.329.229 persones. La capital és Dhamar. Està dividida en 12 districtes (mudiriyyah) subdividits en 314 subdistrictes (uzlah) amb un total de 3.262 pobles i poblets. L'altura de la governació (la més alta del Iemen) oscil·la entre 1.600 i 3.200 metres i de mitjana 2.500 metres.

## Geografia física

### Muntanyes i planes
Les muntanyes principals són Isbil (prop de la qual, al turó negre d'Usi, hi ha una important font termal anomenada Hammam Sulayman "el bany de Salomó", on els malalts anaven a curar-se la lepra), Sayd (amb la ciutadella de Sumara), al-Lisi, Duran, les dues serralades de Wusab, i les muntanyes Utamah; al nord se situa la plana de Jahran (Djahran).

### Rius
Els rius principals són el Bana, el Khuban, el Surba o Suraba i el Mawa.

## Fortaleses
Les fortaleses principals són Bar, Hayawa, Dathar, al-Rabaa, Awadan, Uyana, al-Kawna, Hirran, Baynun, i Hakir.

## Clima
El clima és calorós (entre 25 i 30 graus) especialment de dia a l'estiu en què es superen aquestes temperatures; a la nit refresca i a l'hivern poden baixar de zero graus (fins a 12 graus menys zero); la pluja és reduïda entre 400 i 500 mil·límetres sempre als mesos d'estiu (juliol i agost) o primavera (març i abril); algunes inundacions causen molta erosió destacant la d'abril del 2006.

## Economia
L'activitat econòmica principal és l'agricultura. Les fruites són el producte més comú però el cafè el més apreciat. També és zona de ramats d'ovelles i cabres, i de cavalls (els cavalls de Dhamar són altament apreciats pel seu pedigrí). L'artesania és força interessant i inclou joies d'or i plata. A la regió s'extreu molta pedra per construcció i hi ha diverses pedreres; el material es ven generalment a Sanaà i altres governacions. Altres minerals són la pedra calcaria, arenes de guix, zeolita, feldespat, quars, i silicats.

## Comerç
Els mercats se celebren a un poble diferent cada dia (a la capital el dimecres) i agafen el nom del dia de la setmana en què és fan, per exemple Suq al-Sabt (Mercat del Dissabte), Suq al-Ahad (Mercat del Diuemenge), Suq al-Rabu (Mercat del Dimecres); donen sortida als productes agrícoles, artesans, i altres com robes i objectes d'ús diari; els mercats principals estan dividits en petits mercats: el del cafè, el del menjar, el del pa, etc.

## Història
Hi ha evidencies d'activitat humana des de vers el 6000 aC; el lloc principal de la governació i segurament de tota Aràbia, és Hammat al-Ka a uns 10 km a l'est de Mabar. Antics monuments d'uns mil anys abans de Crist s'han trobat a al-Shab al-Aswad i Masnaat Marya.
Al segle ii els raydanites es van establir a Zafar a uns 50 km al sud de Dhamar, i van unir a les tribus himiarites contra els sabeus; al final del segle, Naqil Yislah, a uns 50 km al nord de Dhamar, formava el límit entre raydanites i sabeus; els primers estaven governats per Yasir Yahsadaq. La capital himiarita fou Yarim dins del territori de la governació que es va caracteritzar per la seva manera de cultiu en terrasses que permetia un aprofitament intensiu. Després d'anys de lluita els raydanites dirigits pel seu rei Yasir Yahnam i el seu fill Shamar Yahrash, van aconseguir derrotar finalment als sabeus ocupant la seva capital, Marib i la seva regió (vers 270). Poc després (293) el rei raydanita Shamar Yahrash va conquerir Hadramaut i va unificar el Iemen. Les estàtues de bronze de Dhamar Ali Yahbar i el seu fill Tharan Yahnaam, descobertes a Nakhlat Al-Hamra, són de l'època d'esplendor del domini raydanita (himiarita) que va durar fins a la conquesta etíop. Els etíops van destruir diverses ciutats de la zona de Dhamar.
Amb la invasió musulmana la regió de Dhamar fou de les primeres a acceptar la nova religió.
Al segle xvi Iemen va passar als otomans, i la regió de Dhamar fou una de les que se'ls va oposar. La família dels Kasimites els va expulsar i va prendre el poder amb seu de Duran, al nord-oest de la ciutat de Dhamar. Al segle xix els otomans van retornar i després va quedar en mans dels imans zaydites; va quedar en el sector republicà després de la revolució del 26 de setembre de 1962.

## Jaciments arqueològics i llocs turístics
- Adrah Dam: a 10 km a l'est de Dhamar, amb nombroses rescloses d'època himiarita.
- Baynun: ciutat himiarita a l'est de Dhamar.
- Anis Ali: font de vapor mineral natural, al nord-oest de Dhamar, rodejada per un cinturó verd de granges i fruiters.
- Al-Lassi: font de vapor mineral a l'est de Dhamar, a 2800 metres d'altura, amb una ciutadella del segle xi.
- Duran : antiga capital de l'imam Al-Motwakil Ala-Allah Ismail ibn Al-Kasim al segle xvii.
- Automah: regió a uns 16 km al sud-oest de Dhamar; àrea protegida amb una natura esplèndida.
- Al-Hada.

## Tradicions i costums
Es conserven algunes tradicions antigues per ocasions especials com casaments o festivals religiosos. En aquests moments es fan danses tradicionals, es vesteixen robes tradicionals. Les costums i tradicions varien d'un poble a altre.